# Schöder
Schöder è un comune austriaco di 989 abitanti nel distretto di Murau, in Stiria.